# Tad Hilgenbrink
Tad M. Hilgenbrink, född 9 oktober 1981 i Quincy, Illinois, är en amerikansk skådespelare.
Han är mest känd för sin roll som Matt Stifler i filmen American Pie – Band Camp.

## Filmografi
- 2004 -  It's All Relative
- 2005 -  American Pie – Band Camp
- 2006 -  The Curiosity of Chance
- 2007 -  Epic Movie
- 2007 -  Sherman's Way
- 2007 -  Grave Situations
- 2008 -  Amusement
- 2008 -  H2O Extreme (pre-production)
- 2008 -  Disaster Movie
- 2008 -  Lost Boys: The Tribe
- 2009 -  the hills run red

## Fotnoter
1. ↑  Deutsche Synchronkartei, Deutsche Synchronkartei skådespelar-ID: 8339, läst: 4 april 2022.[källa från Wikidata]